# アルロサ航空514便
アルロサ航空514便不時着事故（あるろさこうくう514びんふじちゃくじこ）は、2010年9月7日にアルロサ航空で運用されていたTu-154型機（機体記号RA-85684）が飛行中に航行機器の喪失を伴う完全な電気系統の故障に陥った事故である。
機体はコミ共和国イジマにある閉鎖された滑走路に不時着し、滑走路を200メートルオーバーランして森の中で停止した。乗員乗客81人は全員無事だった。

## 経緯
トラブルの最初の兆候は514便がウシンスク上空10,600メートル (34,800 ft)を飛行中の現地時間6時59分に表れた。のちに電気系統は完全に喪失した。更に、主翼の燃料タンクから胴体内側のエンジン供給タンクへ燃料を供給する電動ポンプも使用不可能になり、飛行機はわずか30分を飛ぶに足りる3,300キログラム (7,300 lb)の燃料が使えるのみとなった。7時47分ごろ、イジマの救急当局は飛行機が緊急着陸を試みる可能性があることを知らされた。当時イジマ空港はヘリコプターだけが使っている飛行場で、その1,325メートルの滑走路は閉鎖され放棄されていた。飛行場は2003年に滑走路を閉鎖して以降、現行の地図には掲載されてなかった。
乗客は機体の前方へ集められた。電気系統の故障は同時に、無線機、フラップ、前縁スラットを使用不可能にした。フラップ類は油圧式だったが、それを操作するスイッチは電気式だった。2回の着陸の試みは中止され、3回目にして緊急着陸に成功したのは7時55分のことであった。機体は160メートル程オーバーランし、いくつかのダメージを負った。9人のクルーと72人の乗客の全ては機体の脱出スライドを用いて避難した。怪我の報告はなされていない。
機体の受けたダメージの大小についての情報は交錯していた。機体は離陸に2,500メートルを必要としたが、イジマの飛行場はわずか1,325メートルしかなかった。それにもかかわらず航空会社はこの機体をいずれ運用に復帰させることを決定した。飛行機は、幾つかの修理のほか、不要な重量物を撤去したうえで最小限の燃料を搭載し、2011年3月23日にイジマの飛行場を飛び立った。

## 余波
一部の乗客は、飛行機を脱出して救助を待っている間に、ロシアで人気のある娯楽であるキノコ狩りに出かけた。イジマでのホテル不足のため、一部の生存者は地元のスポーツ施設に収容された。のちに、Mi-8によってウフタ空港へ運ばれ、代替のTu-154によってモスクワへ向かった。2名の乗客は代わりに鉄道を使って旅を続けることにした。514便の乗客は乗務員が表彰されることを希望した。その乗務員はウフタに留まり、当局の事故調査に協力した。ロシア連邦運輸大臣イーゴリ・レヴィチンはクルーにあって彼らの「英雄的な、決定力があり熟練した行動」に感謝を述べた。また、彼らの勇気を称賛した。

## 事故調査

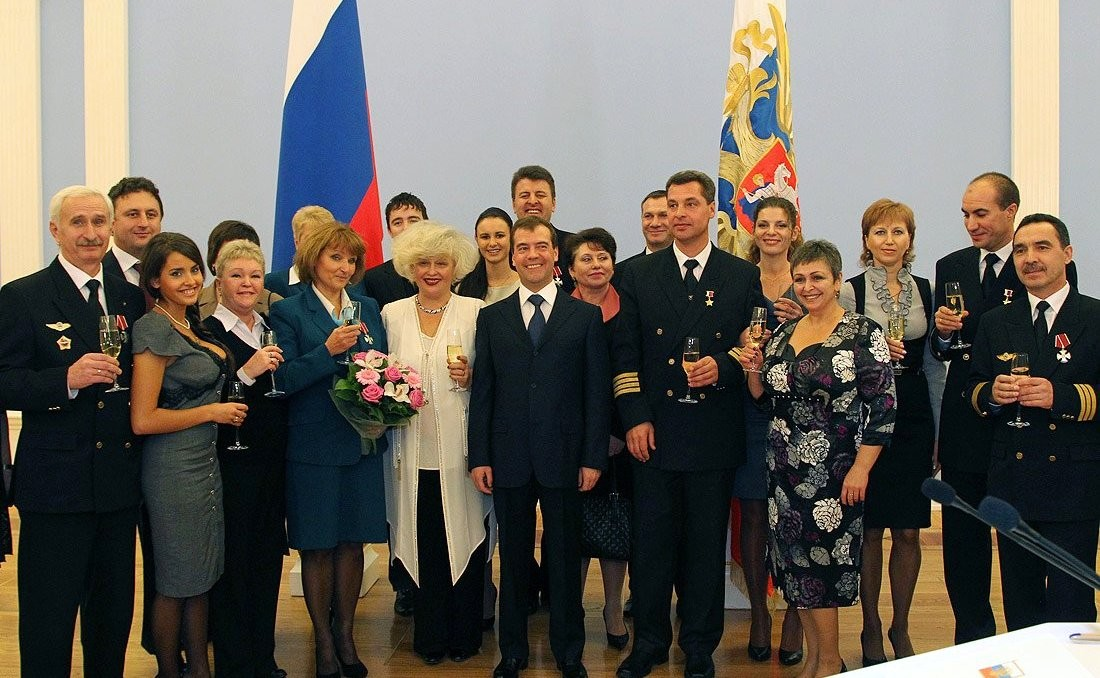
クレムリンにてロシア連邦大統領 ドミートリー・メドヴェージェフと514便のクルーたち。2010年9月16日

ロシア当局は事故調査を開始した。事前調査の結果が10日ほどで公開されると伝えられた。2010年9月23日発表された報告では、機体のバッテリーの自己発熱により熱暴走が発生し、これが航行機器や無線機を含む電気系統の全てに影響を及ぼしたと考えられている。

## 表彰
514便の機長アンドレイ・ラマノフとイェフゲニー・ノボセロフはロシア連邦英雄の授与を受けた。他の7名のクルーは無私無欲的な勇気と武勇を称える賞（en:Order of Courage)を与えられた。これらの賞を与える決定はロシア連邦大統領ドミートリー・メドヴェージェフにより署名された。
また、この一連の着陸を成功に導いたのは飛行場の高官、セルゲイ・ソトニコフが2003年の滑走路閉鎖後も滑走路上の草木を管理していたからである。ソトニコフはのちにロシア大統領により表彰されている。